# Kaštel Kambelovac
Kaštel Kambelovac jedan je od sedam Kaštela koji čine grad Kaštela. Naselje je smješteno uz obalu Kaštelanskog zaljeva, između Kaštel Lukšića i Kaštel Gomilice. Nalazi se u podnožju brda Kozjak.
Pri popisu 2021. godine Kaštel Kambelovac imao je 5051 stanovnika.

## Stanovništvo
| broj stanovnika | 588   | 733   | 769   | 870   | 911   | 941   | 992   | 1080  | 1309  | 1155  | 1441  | 2336  | 3330  | 4054  | 4505  | 5027  | 5051  |
|                 | 1857. | 1869. | 1880. | 1890. | 1900. | 1910. | 1921. | 1931. | 1948. | 1953. | 1961. | 1971. | 1981. | 1991. | 2001. | 2011. | 2021. |

## Kultura
U mjestu djeluje Krnjevalska udruga Polantana. Od 1986. sa sjedištem u Kaštel Kambelovcu djeluje jedna od najnagrađivanijih hrvatskih klapa, Klapa Cambi.
Večeri dalmatinske pisme.

## Povijest
Iznad Kaštel Kambelovca na padinama Kozjaka, bila su smještena sela Kruševik i Lažani. Lažani se prvi put spominju u darovnici hrvatskog kneza Trpimira od 4. ožujka 852. godine, a crkva sv. Mihovila od Lažana prvi put se spominje 1104. godine. Zbog prodora Turaka stanovništvo je napustilo stara sela. Izbjeglice su se naselili uz more. Dolaskom u Kambelovac prenašaju dozvolom juspatrona kult sv.Mihovila i sv.Martina, izgradili su 1577.godine župnu crkvu na zemljištu obitelji Cambio. Za razliku od drugih Kaštela, Kaštel Kambelovac nije imao jedinstveni trg oko kojeg bi se širilo mjesto. Tijekom 15. i 16. stoljeća na podrućju Kaštel Kambelovca izgrađeno je više kaštela s pripadajućim naseljima: kaštel Frane Cambio (Kambi), kaštel Jerolima i Antona Cambio (Kambi) s naseljem Staro selo, kaštel Lippeo s naseljem Tikvarin, kaštel Piškera (Velika i Mala Piškera). Zbog blizine navedenih naselja i izgradnjom Novih sela, krajem 16.stoljeća, te nasipanjem terena u moru stvoren je današnji trg.
Na području Kaštela Kambelovca spominju se kašteli Arneri i Grisgono za koje se ne zna gdje su se nalazili.

## Poznate osobe
- Silvije Bonacci Čiko, hrvatski kipar[4]

## Znamenitosti
- Uljara obitelji Cambi, zaštićeno kulturno dobro
- Kula na Krugu, zaštićeno kulturno dobro